# Горные хребты Азербайджана
Рельеф Азербайджана очень разнообразен и сложен. Большую часть республики занимают горные хребты, луга и плато, остальная часть состоит из равнин и низменностей.  Более половины территории в основном состоит из горных хребтов, начинающихся с абсолютной высоты 400-500 метров (на средних и нижних Аразских низменностях 800-1000 м), в некоторых местах 100-120 метров (предгорья Талышское, Джейранчёльское, Аджиноурское, Лянгябиз-Алятское предгорья), 0-50 метров (Гобустан, Абшерон), лугов и плато, остальная часть из равнин и низменностей. Амплитуда высот суши колеблется от 28 м ниже уровня океана (Каспийское море) до 4466 м абсолютной высоты (вершина Базардюзю). Участки, расположенные ниже уровня океана, составляют 18% общей территории республики, участки высотой от 0 до 200 метров — 24%, 200-500 метров — 15,5%, 500-1000 метров — 15,5%, 1000-2000 — 19,5%, 2000-3000 — 6,5%, выше 3000 метров — 1%. Средняя высота — 384 метра. Основными орографическими единицами Азербайджанской Республики являются горные системы Большого Кавказа, Малого Кавказа и Талыша, Самур-Дивичинская низменность (вместе с Гусарской наклонной равниной), Куринская низменность.

## Большой Кавказ
Только юго-восточная часть горной системы Большого Кавказа входит в территорию Азербайджанской Республики. Здесь основными орографическими единицами являются Главный Кавказский хребет (или Водораздельный хребет) и Боковой хребет. Главный Кавказский хребет, составляющий большую часть Большого Кавказа, на территории Азербайджанской Республики, начиная с вершины Тинов-Россо (3385 метров) на границе Грузинской Республики и Дагестанской АР, тянется в юго-восточном направлении. Только южный склон (северный склон у Дагестанской АР) части между вершинами Тинов-Россо и Базардюзю, а также оба склона юго-восточнее от него входят в территорию республики. Главный Кавказский хребет нигде не пересекается речными ущельями (поэтому ее иногда называют Водоразделом). Во многих местах высота Главного Кавказского хребта выше 3000 метров, в центре — более 4000 метров (Базардюзю — 4466 метров, Туфандаг — 4191 метр, Базарюрд — 4126 метров). К юго-востоку от вершины Бабадага (3629 метров) этот хребет понижается и расширяется. Расширяясь веерообразно от вершины Дюбрар (2205 метров) к юго-востоку, Главный Кавказский хребет ближе к Каспийскому морю делится на разделяющиеся речными ущельями хребты Гяди-Кюркечидаг, Аладаш, Кямчи и др. Эти горные хребты, разделившись потом на более мелкие, переходят затем на Гобустанский низкий горный участок и оттуда продолжаются до Абшеронского полуострова. Часть расположенной севернее Главного Кавказского хребта и параллельной ему другого хребта — Бокового на территории Азербайджанской Республики, начиная от Шахдага (4243 метра) уменьшается постепенно к юго-востоку и заканчивается на горе Бешбармаг (546 метров). Боковой хребет, отрезанный ущельями начинающихся от Главного Кавказского хребта рек (Гусар, Гудьял и др.), разделен на отдельные массивы-плато (Шахдаг, Гызылгая, Будуг). Параллельно Боковому хребту на юго-востоке протягивается тир Тяляби-Гайнарча (высота: на западе — 1000-1100 м, северо-востоке — 150-200 м). Хребты и тиры отделяются ущельями, межгорными впадинами (Шахнабад, Хыналыг, Йерфи, Гонагкенд, Халтан, Гильгиличай, Тыхчай, Рустов, Пирябядил). Южный склон Главного Кавказского хребта спускается на Алазань-Айричайскую впадину, во многих местах проходящей параллельно хребту (в некоторых изданиях Алазань-Хафтаранская долина). В некоторых научных изданиях Алазань-Айричайская впадина дается как часть Куринской впадины. Протяженность этой впадины, начинающейся на территории Грузии, на территории Азербайджанской Республики составляет 2120 км, ширина — до 30 км. На юго-востоке проходит Ниялдагский хребет (высота — 2100 м), отделенный от Главного Кавказского хребта Лагичской низменностью.
Самур-Дивичинская низменность проходит вдоль Каспийского моря с северо-запада на юго-восток, на территории Азербайджана от реки Самур продолжается до Сумгаитчая. Ее часть между реками Атачай и Сумгаитчай называется Богаз дюзю. Низменность на северо-западе (высота — 200-250 м) посредством террасы относительной высотой 10-25 метров переходит на Гусарскую наклонную равнину. Наклонная равнина на юго-западе продолжается до Бокового хребта. Высота — почти 1900 метров (гора Бёюк Сувал). Морская часть низменности находится на 28 метров ниже уровня океана. 

## Малый Кавказ
Находящаяся на территории Азербайджанской Республики часть горной системы Малого Кавказа в основном представлена несколькими хребтами, не имеющих главного водораздела и протягивающихся в нескольких направлениях: Муровдаг, Карабах, Мыхтёкян; часть хребтов Шахдаг, Восточный Геокчай, Восточная Гёйча (Восточный Севан), Зангезур, Дяряляйаз, вулканические участки (большая часть Карабахского взгорья), низменности (Башкенд-Дестяфур). Во многих трудах хребты Зангезур, Дестяфур, Карабахского взгорье не относят к Малому Кавказу. Шахдагский хребет начинается на северо-западе с одноименной вершины (2901 м) и продолжается на северо-востоке до вершины Хиналдаг (3367 м). К востоку от Хиналдага проходит Муровдагский хребет (гора Джамыш, 3724 м). Севернее от этих хребтов находятся Башкенд-Дестяфурская впадина, еще севернее Шамкирская куполообразная возвышенность. Эта возвышенность и составляет Шахдагский и Муровдагский хребты. Пантский хребет и изолированная гора Кяпяз (3030 м) на востоке разделяет Башкенд-Дестяфурскую впадину от Агджакендской впадины. Северные склоны Кавказа, уменьшаясь к северу на Среднекуринской впадине крутым склоном, переходят на Гянджа-Газахскую равнину. Хребет Восточная Гёйча (Восточный Севан) составляет водораздел бассейнов озера Гейча (Севан) и реки Тертер. Самая высокая вершина — Кяти даг (3437 м). Карабахский хребет берет начало на севере и тянется с северо-запада на юго-восток вплоть до реки Араз. На горе Гызгаласы абсолютная высота хребта достигает 2843 м, а на горе Беюк Кирс 2725 м. Водораздельная линия его состоит из чередующихся отдельных скалистых вершин и относительно выровненных поверхностей. На северном склоне хребта имеются поперечные протоки и углубления. Карабахский хребет на северо-западе соединяется с хребтом Мыхтёкян (Далидаг, 3613 м). Юго-западные и южные склоны Зангезурского и Дяряляйазского хребтов находятся не территории Азербайджанской Республики (Нахчыванская АР). Зангезурский хребет продолжается до реки Араз. .
Это — самый высокий среди хребтов Малого Кавказа. Средняя высота — почти 3200 м. Самые высокие вершины — Гапычыг (3906 м) и Газангёльдаг (3814 м) — в южной части хребта. На юго-западном направлении от Зангезурского хребта отделяется много поперечных протоков. Предгорным участкам характерны экструзивы и лакколиты (Иландаг — 2410 м, Ханага — 1910 м, Алинджа — 1810 м).
Западнее Зангезурского хребта находится Дяряляйазский хребет, уменьшающийся ближе к Аразу (гора Кюкю — 3210 м, Кечялдаг — 3115м). Южнее хребта, не предгорье основное место занимают плато и тиры. Южные и юго-западные склоны обеих горных хребтов отделяются тирами и возвышенностями и проходят вдоль левого берега Араза к наклонным равнинам (Садарак, Шарур, Бёюкдюз, Нахчыван, Джульфа, Яйджы). Карабахская равнина, в основном расположенная между Зангезурским и Карабахским хребтами, имеющая на волнообразной поверхности конусы потухших вулканов (Гызылбогаз — 3581 м, Бёюк Ишыглы — 3552 м, Ала Гёлляр — 3175 м), занимает сравнительно большую территорию. Здесь средняя высота — 2000-2500 м. Летом уменьшается, сужаясь от севера к западу. Заканчивается на точке соединения рек Акери и Базарчай. 

## Талышские горы
Талышская горная система находится на юго-востоке Нижне-Аразской впадины (некоторые ученые считают Талышские горы северо-западным продолжением горной системы Эльбруса). В основном состоит из Талышского, Пештясарского и Буроварского хребтов, параллельно проходящих с северо-запада к юго-западу. Из них Талышский хребет — самый длинный (около 100 км) и высокий (до 2500 м), проходящий по государственной границе с Ираном. В некоторых местах хребты, соединившись поперечными путями, создали закрытые впадины (Ярдымлы, Зуванд). Между Талышскими горами и Каспийским морем протягивается Лянкяранская низменность.
Куринская низменность занимает центральную часть территории Азербайджанской Республики. Рельеф в основном состоит из широких равнин и предгорья. Основная орографическая единица Куринской низменности, находящейся между горными системами Большого и Малого Кавказа, является Кура-Аразская низменность — самая большая равнина Южного Кавказа. Реки Кура и Араз делят низменность на Мильско-Карабахскую, Ширванскую, Мугано-Сальянскую равнины. Восточная и центральная части низменности на 28 метров ниже океанского уровня. Высота в предгорных участках — 100-250 м, в некоторых местах доходит до 400-500 м. Северо-западнее низменности, вдоль правого берега Куры находятся Гянджа-Газахская, на юго-западе, вдоль левого берега Араза, простираются наклонные равнины. Севернее Гянджа-Газахской равнины и Кура-Аразской низменности расположены Джейранчёльское, Аджиноурское, Лянгябиз-Алятское предгорья. Самое крупное из них — Аджиноурское предгорье (высота — до 1100 м).

### Высотные пояса
Сложность рельефа на территории Азербайджанской Республики дает возможность выделить здесь высокогорья, низкогорья, равнинные пояса.
Высокогорья охватывают места высотой более 2500 м. Сюда относятся: на Большом Кавказе — Главный Кавказский, Боковой хребты, на Малом Кавказе — Зангезурский, Муровдагский и боковые части Шахдагского хребта. Во многих местах создает узкую зону. Данный пояс характеризуется слабым развитием почвы и растительности, наличием откосов и каменистых утесов. Здесь много острых и гребневидных вершин. Остались формы древнего рельефа (трог, сирк, кар). Имеются малые современные ледники.
Среднегорья охватывают большую часть горных систем: в основном, на высоте 1000-2500 м. Отрезаны глубокими горными реками. На склонах есть террасовидные поверхности. В местах расширения ущелий, особенно в межгорных впадинах, развиты террасы. На некоторых горных склонах есть оползневые и обвальные участки.
Низкогорья высотой приблизительно от 200 м (Гобустан и Аджиноур) охватывают предгорные участки от 50 до 100 м. В этом поясе горные склоны наклонные, водоразделы — гладкие. На некоторых участках — Гобустанском, Джейранчёльском и Аджиноурском предгорьях и на предгорье Нахчыванской АР нехватка влажности послужила причиной для развития арид-денудационных процессов, непригодных земель, карста и других рельефных форм.
Равнинный пояс охватывает участки высотой 100-200 м, в некоторых местах до 400-500 м (в Нахчыванской АР — до 800-1000 м). Сюда относятся большая часть Куринской впадины, Алазан-Айричайской низменности, Самур-Дивичинская низменность, Приаразская равнина. В этом поясе широко развиты аккумулятивные рельефные формы. Основными рельефными формами в предгорных участках являются принесенные конусы, на берегу Каспийского моря – дюны. 